# Air Moldova
Air Moldova je národní letecká společnost Moldavska. Ředitelství aerolinií je v moldavském hlavním městě Kišiněvu a základnou je společnosti mezinárodní kišiněvské letiště.

## Historie
Letecká společnost Air Moldova byla založena 12. ledna 1993. První letadlo vzlétlo z letiště v Kišiněvu 16. září 1944. Začáteční lety probíhaly z Kišiněvu do Moskvy, k Jadranu a k Černému moři.
Značný průlom byl provedena v roce 1960. Na počátku tohoto roku bylo upraveno kišiněvské letiště tak, aby mohlo přijmout letadla s turbínovými motory. V roce 1965 firma získala letadla typu An-10, An-12 a An-24. Ve stejném období byly zahájeny lety do mnoha měst SSSR a největších průmyslových center, kam společnost převážela ovoce a zeleninu. 
V roce 1971 se stal letoun Tu-134 členem flotily Air Moldova. Celkem jich bylo přijato 26 kusů. V roce 1972 byl park plný regionálních letadel Jak-42
Další vývoj byl spojen s používáním Tu-154. V polovině 80. let správa obdržela 10 letadel tohoto typu. V té době Air Moldova létá do 73 měst v SSSR, převáží více než jeden milion cestujících ročně. První let na západ proběhl mezi Kišiněvem a Frankfurtem.
V současné době je Air Moldova největší leteckou společností v Moldavsku.